# 2020 (a flood of circleのアルバム)
『2020』（ニーゼロニーゼロ）は、a flood of circleの10枚目のアルバム。

## 収録曲
1. 2020 Blues [1:51]
作詞・作曲：佐々木亮介
2. Beast Mode [3:57]
作詞・作曲：佐々木亮介
3. ファルコン [3:35]
作詞・作曲：佐々木亮介
4. Super Star [3:55]
作詞・作曲：佐々木亮介
5. 天使の歌が聴こえる [5:01]
作詞・作曲：佐々木亮介
6. Free Fall & Free For All [3:48]
作詞・作曲：佐々木亮介
7. 人工衛星のブルース [5:02]
作詞・作曲：佐々木亮介
8. Rollers Anthem [4:13]
作詞・作曲：佐々木亮介
9. ヴァイタル・サインズ [2:45]
作詞・作曲：佐々木亮介
10. Whisky Pool [4:26]
作詞・作曲：佐々木亮介、アオキテツ
11. 欲望ソング (WANNA WANNA) [3:52]
作詞・作曲：佐々木亮介
12. 火の鳥 [6:00]
作詞・作曲：佐々木亮介

### 初回盤特典DVD
「A FLOOD OF CIRCUS 2020 Shibuya TSUTAYA O-EAST」ライブ映像
1. Behind The Scene
2. Flyer's Waltz
3. Dancing Zombiez
4. The Beautiful Monkeys
5. Sweet Home Battle Field
6. 春の嵐
7. Honey Moon Song
8. スーパーハッピーデイ
9. Quiz Show
10. 2020 Blues
11. Beast Mode
12. Lucky Lucky
13. ミッドナイト・クローラー
14. シーガル
15. ベストライド
16. Center Of The Earth
17. ヴァイタル・サインズ

## 参加ミュージシャン
a flood of circle
- 佐々木亮介：Vocal & Guitar
- HISAYO：Bass
- 渡邊一丘：Drams
- アオキテツ：Guitar